# Червено фоди
Червеното фоди (Foudia madagascariensis) е вид птица от семейство Тъкачови (Ploceidae).

## Разпространение
Видът е разпространен в Мадагаскар.